# Nils Dacke (musiker)
Nils Dacke är ett artistnamn för en svensk organist som spelade in flera LP-skivor i KM Studio i Karlskoga under 1970-talet. 
Ebbe Nilsson, pianist och organist i dansbandet Sten & Stanley, var producent för inspelningarna och Acke Svensson var studiotekniker. Nils Dacke har fortsatt vara aktiv som musiker, och har bland annat bidragit med många musikinslag i radioprogrammet Melodikrysset.
I Nils Dackes musikgenre finns internationellt kända namn, som till exempel Klaus Wunderlich.

## Diskografi i urval (LP)
- Nils Dacke spelar partyorgel RCA VICTOR YSFL 1-538 (inspelad februari 1974).
- Nils Dacke spelar partyorgel vol 2 RCA VICTOR YSJL 1-551 (inspelad juli 1974).
- Nils Dacke spelar partyorgel vol 3 RCA VICTOR YSJL 1-558 (inspelad april 1975).
- Nils Dacke spelar partyorgel vol 4 YSJL 1-584 (inspelad mars och augusti 1976).
- Nils Dacke spelar partyorgel vol 5 med Dacke-Singers SCRANTA grammofon AB SALP 1001 (inspelad juni-juli 1977).
- Nils Dacke spelar partyorgel vol 6 SCRANTA grammofon AB SALP 1016 (inspelad december 1978).
- Nils Dacke spelar party-orgel vol 7 - "Disco-Dacke" SCRANTA grammofon AB SALP 1021 (skivan släppt 1979).[1]

### Fotnoter
1. ↑  Disco-Dacke